# Amemiya Takeshi
Amemiya Takeshi (雨宮 健 Amemiya Takeshi, Vũ Cung Kiện) sinh ngày 29/3/1935 tại Tokyo, Nhật Bản, là một kinh tế gia chuyên về khoa kinh tế lượng và môn kinh tế Hy Lạp cổ đại.
Amemiya là giáo sư kinh tế (đã nghỉ hưu) ở Edward Ames Edmonds và giáo sư môn kinh tế cổ điển ở Đại học Stanford. Ông cũng là hội viên Hội Kinh tế lượng, Hiệp hội Thống kê Hoa Kỳ và Viện Hàn lâm Khoa học và Nghệ thuật Hoa Kỳ.

## Học vị
- B.A., 1958, Khoa học Xã hội, Đại học Kitô giáo quốc tế (International Christian University), Tokyo, Nhật Bản
- M.A., 1961, Kinh tế, Đại học Hoa Kỳ (American University), Washington, DC
- Ph.D., 1964, Kinh tế, Đại học Johns Hopkins, Baltimore, Maryland

## Giải thưởng & Vinh dự
- Giải Humboldt, 1988
- Hội viên Hội Thăng tiến Khoa học Nhật Bản (Japan Society for Promotion of Science), 1989
- Hội viên Quỹ tưởng niệm John Simon Guggenheim, 1975-1976
- Hội viên Ford Foundation Doctoral Dissertation Fellowship in Economics, Đại học Johns Hopkins, 1963-1965

## Tác phẩm
- Advanced Econometrics, Nhà xuất bản Đại học Harvard, 1985
- Introduction To Statistics And Econometrics, Nhà xuất bản Đại học Harvard, 1994.
- Nonlinear Statistical Modeling: Proceedings of the Thirteenth International Symposium in Economic Theory and Econometrics: Essays in Honor of Takeshi Amemiya, ed. Takeshi Amemiya, Kimio Morimune, James L. Powell & Cheng Hsiao. Nhà xuất bản Đại học Cambridge, 2000.